# Fitzgerald Glacier
Fitzgerald Glacier är en glaciär i Antarktis. Den ligger i Östantarktis. Nya Zeeland gör anspråk på området. Fitzgerald Glacier ligger 78 meter över havet.
Terrängen runt Fitzgerald Glacier är varierad.  Trakten är obefolkad. Det finns inga samhällen i närheten.